# Херстаппе

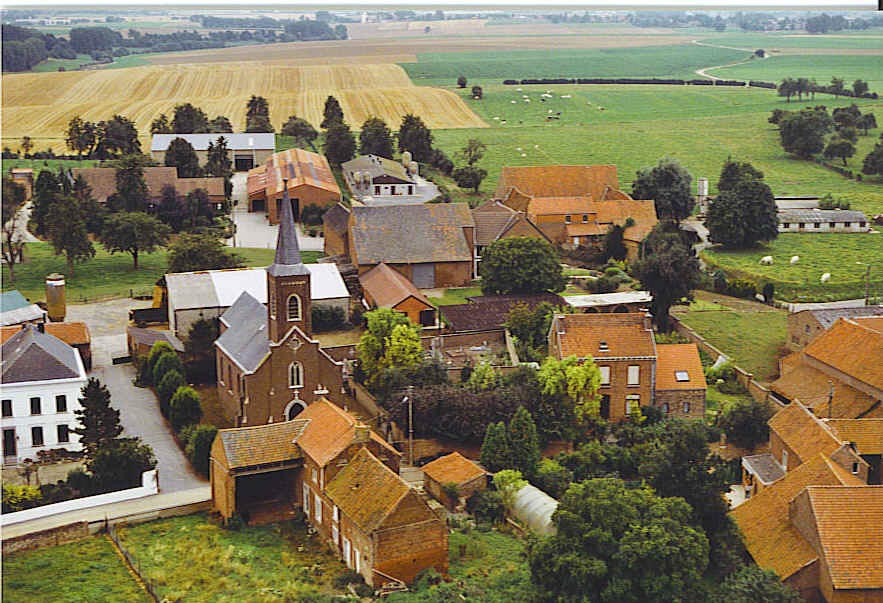
Bид на Херстаппе

Херстаппе (нидерл. Herstappe; фр. Herstappe) — один из самых маленьких и самых малонаселённых муниципалитетов Бельгии. Площадь — 1,35 км², из которых 92 % занимают сельхозугодья. Расположен на территории Фламандского региона в провинции Лимбург. Население — 84 человека. Официальный язык делопроизводства — нидерландский. Однако местные франкофоны по итогам переписи 1947 года, когда они составляли 44,3 % населения, получили языковые льготы, поэтому в коммуне поддерживается режим внешнего двуязычия. Интересно, что, в отличие от других муниципалитетов, расположенных вдоль языковой границы, доля пользующихся французским языком в Херстаппе имела тенденцию к понижению, а потому, если бы не откат даты к 1947 году, языковые льготы, он, возможно, и не получил бы. В 1970-х годах специфичность лингвистического режима коммуны не позволила Херстаппе объединиться с соседним г. Тонгерен в ходе реформы по укрупнению 1977 года. Несмотря на свой небольшой размер, Херстаппе получил известность благодаря активной политической жизни внутри коммуны.